# Spectru politic
Spectrul politic este o clasificare a pozițiilor politice, a ideologiilor sau a partidelor politice de-a lungul unei singure dimensiuni. Stânga și dreapta sunt denumite extremele acestui spectru și reprezintă o categorisire largă a abordării diverselor probleme politice.
Deseori prezentate ca diametral opuse, politica de dreapta și cea de stânga, reprezintă direcția generală a unei mișcări politice. Deși unele măsuri pot fi încadrate ca măsuri de stânga, și un partid de dreapta le poate adopta, precum și invers (un partid de stânga poate adopta măsuri de dreapta). Denumirile au, însă, importanță istorică și ilustrează împărțirea forțelor politice după anumite criterii.

## Descrierea spectrului
Spectrul politic este asemănător unei axe imaginare, care se extinde la stânga și la dreapta unui centru politic. Pozițiile apropiate de centru, cele mai moderate, poartă denumirile de centru-stânga și centru-dreapta. Extrema stângă și extrema dreaptă sunt situate spre capetele axei. Diversele mișcări politice ocupă poziții de-a lungul acestei axe, determinate după doctrina politică ale acestora. Politica este deseori divizată în stânga și dreapta, acești termeni provin din timpul Revoluției Franceze din 1789, când cei ce-l sprijineau pe rege stăteau în partea dreaptă a Adunării, iar cei care sprijineau formarea republicii stăteau în stânga.
În mod tradițional, stânga include social democrația, socialismul, comunismul și, după unele categorisiri, anarhismul Totodată, dreapta include liberalismul, monarhismul, conservatorismul, naționalismul și fascismul. Clasificarea capitalismului ca "de stânga" sau "de dreapta" diferă de la o țară la alta.

## Poziții adoptate
În următorul tabel sunt prezentate sumar câteva poziții politice asociate părților spectrului politic.
|                      | Stânga                                                                        | Dreapta                                                                                        | Observații |
| -------------------- | ----------------------------------------------------------------------------- | ---------------------------------------------------------------------------------------------- | --- |
| Economie             | economie controlată total sau parțial de stat taxe mari aparat bugetar stufos | economie guvernată de piața liberă; control minim din partea statului; taxe mici; aparat suplu | Din punct de vedere economic, stânga favorizează intervenția statului în economie, iar dreapta garantează independența piețelor economice. |
| Filosofia schimbării | atitudine revoluționară față de ordinea actuală; nevoia de schimbare          | atitudine de susținere a ordinii existente, văzută ca naturală, firească                       | Tendința partidelor revoluționare de a fi de stânga este de amintit.                                                                       |
| Filosofia muncii     | centrată pe muncitor                                                          | centrată pe proprietate                                                                        | Stânga susține interesele muncitorului, iar dreapta pe cele ale organizațiilor.                                                            |
| Egalitate            | egalitatea rezultatului                                                       | egalitatea de șansă                                                                            | Noțiunea de egalitate și de libertate este interpretată diferit.                                                                           |
| Cultură și lege      | "Legea impune cultura"                                                        | "Cultura impune legea"                                                                         | Poziții referitoare la originea și rolul legislației.                                                                                      |